# 花庄镇 (遂平县)
花庄乡，是中华人民共和国河南省驻马店市遂平县下辖的一个乡镇级行政单位。

## 行政区划
花庄乡下辖以下地区：
花庄村、陈庄村、邓庄村、古泉山村、长寺村、魏楼村、五车牛村、下阳村、赵庄村、流水店村、高卫楼村和小营村。